# Raung

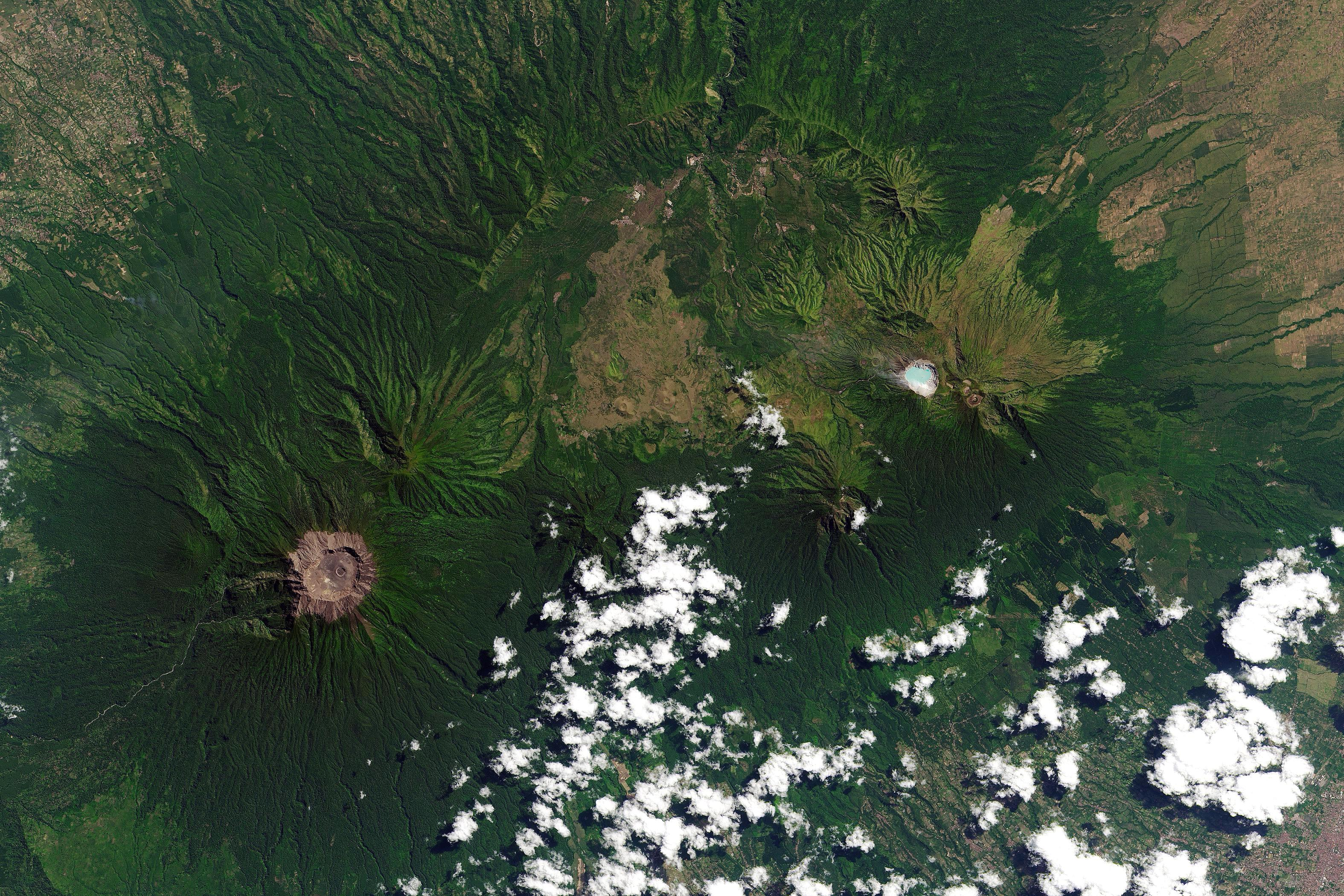
Satellitenaufnahme der NASA vom 9. September 2014. – Wie ein türkisfarbiger Edelstein leuchtet der Ijen-Kratersee. Links der vegetationslose Gipfel des Raung.

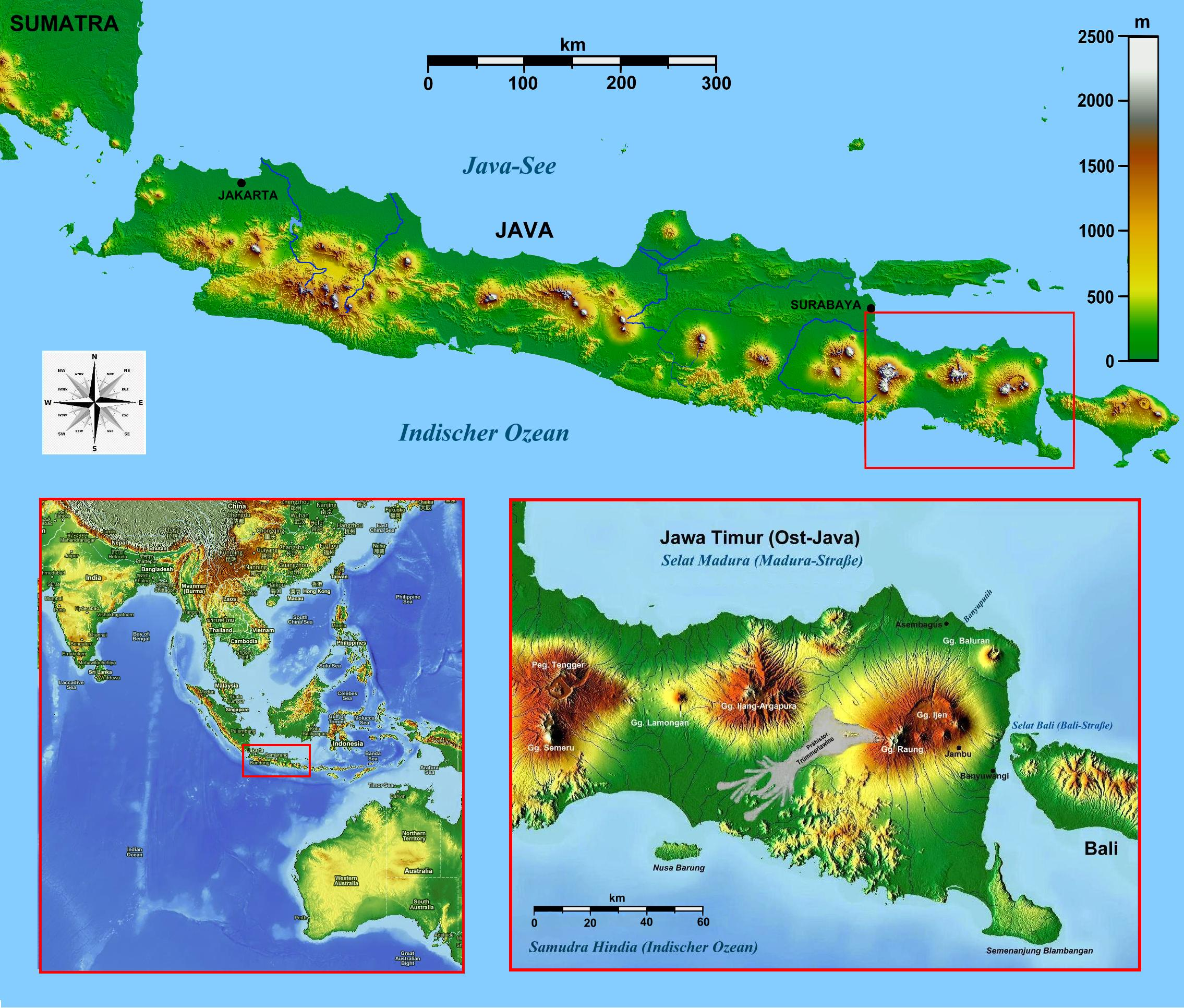
Übersichtskarte von Java mit Kennzeichnung der Lage des Raung am Südwestrand des Ijen-Vulkankomplexes. – Die prähistorische Trümmerlawine wurde nach einer Skizze im Catalogue of the active Volcanoes of Indonesia von Neumann van Padang (S. 156) eingetragen.

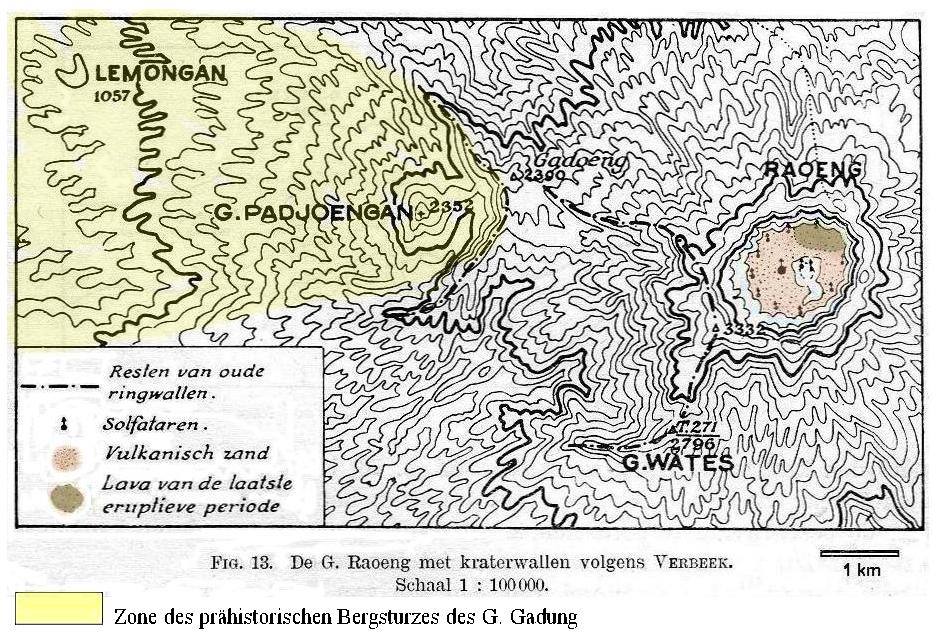
Gunung Raung mit Resten von alten Kraterwällen. Höhenlinien alle 100 Meter, Haupthöhenlinien alle 1.000 Meter

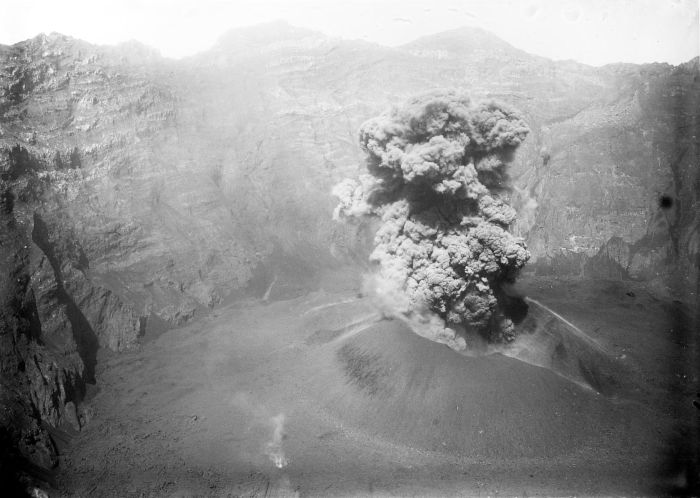
Gunung Raung. Ausbruch am 17. Juli 1913

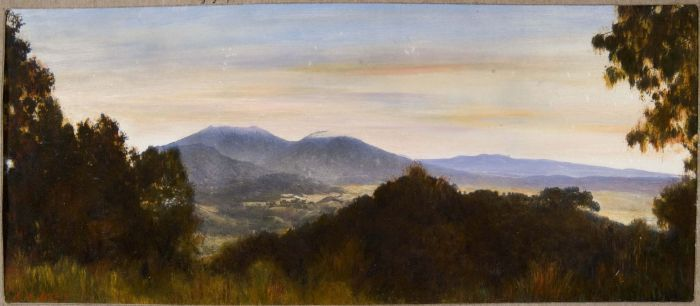
Blick über das südliche Ijen-Plateau. Links der Gunung Raung, rechts daneben der Gunung Suket

Der Gunung Raung ist ein 3332 m hoher aktiver Schichtvulkan im Osten der indonesischen Insel Java, in der Provinz Jawa Timur.

## Geographie
Der 3332 m hohe Gunung Raung erhebt sich im Südwesten der Ijen-Caldera, außerhalb des Calderarandes, mit diesem aber verbunden durch den 2950 m hohen älteren erloschenen Gunung Suket. Dieser riesige Stratovulkan besitzt einen sehr weiten Krater mit fast senkrecht abstürzenden Innenwänden. Am oberen Rand misst dieser Krater 2280 m × 1.760 m, im bis zu 600 Meter tiefer liegenden Grund immer noch 2170 m × 1700 m. Es ist ein typischer Einsturzkrater, entstanden nach einem katastrophalen Ausbruch auf ähnliche Weise wie der Krater des Vulkans Tambora auf Sumbawa. Die trotz ihres lockeren Materials relativ unverwitterten Ränder sind Anzeichen dafür, dass dieser Ausbruch in historischer Zeit stattgefunden hat. Die beim Einsturz aufgeschlossenen Schichten in den Kraterwänden lassen erkennen, dass am Aufbau des Vulkans andesitische und basaltische Laven beteiligt waren.
Auf dem Nordwesthang des Raung befinden sich drei ältere Kraterwälle, die nur noch in hufeisenförmigen Resten erhalten sind. Unmittelbar an den Raung-Krater schließt sich der Gunung Wates an, dessen Durchmesser etwa 3 km beträgt und dessen Ostrand über den höchsten Punkt des Raung verläuft. Weiter unterhalb folgt der fast ebenso große, 2390 m hohe Rand des Gunung Gadung. Das Zentrum des Gadung-Kraters wurde in prähistorischer Zeit von einem sekundären Vulkan, dem 2352 m hohen Gunung Payungan durchbrochen, der um mehr als 200 m seine Umgebung überragt. Dieser Durchbruch löste eine riesige Trümmerlawine aus, die 60 km weit fast bis zum Indischen Ozean hinab strömte, wodurch am Westfuß des Raung bis weit in das Vorland zahlreiche kleine Hügel entstanden sind. Der dritte Kraterwall, weiter hangabwärts in größerer Entfernung, ist der 1057 m hohe Gunung Lemongan.

## Eruptionsgeschichte
Seit Jahrhunderten gilt der Raung als einer der aktivsten Vulkane Javas. 1586 und 1597 richteten gewaltige explosive Eruptionen verheerende Zerstörungen mit zahlreichen Todesopfern an. Ob diese Katastrophen den Einsturzkrater verursacht haben, ist nicht bekannt. Seit 1597 sind nach mündlichen und schriftlichen Berichten etwa 60 Ausbrüche aufgezeichnet worden. Lahare, die überwiegend nach Südosten abgeflossen sind, haben 1638 und 1730 Tausende von Menschen das Leben gekostet. Weitere Lahare strömten in den Jahren 1817 und 1838 den Berg hinab. Ursache dieser Schlammströme waren sintflutartige Regenfälle aus Aschenwolken; der Auswurf eines Kratersees kommt im Hinblick auf die Größe und Tiefe des Kraters nicht in Betracht. Kleinere Ausbrüche fanden in den Jahren 1787 bis 1808, 1815 bis 1816, 1864, 1880 und 1896 bis 1897 statt. Im Mai 1913 hat sich auf dem Boden des Kraters innerhalb von drei Wochen ein neuer, 91 Meter hoher und am Fuß 350 m breiter Kegel gebildet, aus dessen nach Nordwesten geöffnetem hufeisenförmigen Krater im April 1924 der nördliche Teil des Kraterbodens mit Lava überflutet wurde. Vom 12. bis 17. Juni 2008 stieg eine Aschenwolke 4,5 Kilometer hoch in den Himmel.
Der letzte größere Ausbruch begann im Juni 2015. Am 9. Juli wurde der internationale Flughafen auf Bali geschlossen, danach folgten vier weitere, u. a. auf der Insel Lombok. Die Behörden verordneten eine 3 Kilometer breite Verbotszone um den Vulkan. Am 10. Juli stieg eine 3,8 Kilometer hohe Aschensäule empor.
In den Ruhepausen zeugen Dampfaustritte von der fortwährenden Tätigkeit des Raung. Die Fumarolentätigkeit beschränkt sich hauptsächlich auf den Rand des Kraterbodens; eine direkte Folge der Einsenkung, durch welche der riesige Krater entstanden ist.

## Besteigung
Nach N. J. M. Taverne führen zwei Wege zum Krater empor. Am häufigsten wird der Aufstieg von Sumberwringin in südöstlicher Richtung nach dem nördlichen Kraterrand begangen. Das Begehen des Kraterrandes ist wegen seiner Zacken und Einkerbungen beschwerlich und wegen des lockeren und teilweise überhängenden Materials gefährlich; der höchste Punkt auf dem gegenüber liegenden südöstlichen Kraterrand ist deshalb von hier aus nur mühsam zu erreichen. Der zweite Weg folgt dem linken Ufer des Kali Setail und führt in nördlicher Richtung zum Ostrand des Kraters. Die Baumgrenze liegt im Nordwesten in 2850 m, im Süden in 2800 m Höhe; die Gipfelregion darüber ist vollkommen kahl. An zahlreichen Stellen haben sich Teile des Kraterrandes gelöst und beim Hinabstürzen in den Krater streifenförmige Spuren und Schuttkegel hinterlassen. Durch solche Einstürze hat der Fuß der Kratermauer eine sanftere Neigung erhalten, womit er in den ebenen Kraterboden übergeht, während die oberen zwei Drittel fast senkrecht abfallen.
Der erste Europäer, der den Raung erstieg, war im Juli 1844 der niederländische Kontrolleur von Bondowoso, Charles Bosch. Drei Monate später, am 12. Oktober 1844, erklomm Franz Wilhelm Junghuhn zusammen mit Bosch den Vulkan.